# Eru Ilúvatar
Eru Ilúvatar este numele elfesc pentru cuvântul zeu, în Legendariumul scriitorului elglez J.R.R. Tolkien. El este atotputernic, dar a lăsat Ainurii să conducă Arda (însuși Pământul) și chiar modelarea ei le-a fost permisă Ainurilor.